# Snyder (Texas)
Pour les articles homonymes, voir Snyder.
La ville de Snyder est le siège du comté de Scurry, dans l’État du Texas, aux États-Unis. Sa population s’élevait à 11 202 habitants lors du recensement de 2010, estimée à 11 572 habitants en 2016.

## Source
- (en) Cet article est partiellement ou en totalité issu de l’article de Wikipédia en anglais intitulé « Snyder, Texas » (voir la liste des auteurs).